# Афонсу V (маніконго)
Афонсу V (порт. Afonso V) або Нканґа-а-Нканґа (кон. Nkanga a Nkanga; 1694 — 17 червня 1760) — тридцять сьомий маніконго центральноафриканського королівства Конго.
Був представником родини Кінлаза. Зайняв трон після смерті свого попередника, представника родини Кімпанзу, маніконго Ніколау I.